# Edmond Loichot
Edmond Loichot (* 1905 in Biel/Bienne; † 1989) war ein Schweizer Fussballspieler.

## Karriere

### Vereine
Loichot spielte von 1928 bis 1932 für Urania Genève Sport. Mit dem Verein gelang es ihm, den Schweizer Cup im Jahr 1929 zu gewinnen. 1932 wechselte er zum Servette FC, wo er bis zu seinem Karriereende blieb.

### Nationalmannschaft
Loichot war Teil der Schweizer Fussballnationalmannschaft bei der WM 1934, blieb jedoch auf der Bank. Er spielte von 1930 bis 1934 für die Nationalmannschaft.